# Myrmelachista reichenspergeri
Myrmelachista reichenspergeri är en myrart som beskrevs av Santschi 1922. Myrmelachista reichenspergeri ingår i släktet Myrmelachista och familjen myror. Inga underarter finns listade i Catalogue of Life.